# Episodi di Dickinson (terza stagione)
La terza e ultima stagione della serie televisiva Dickinson, composta da 10 episodi, è stata resa disponibile a livello internazionale, dal 5 novembre al 24 dicembre 2021, sulla piattaforma Apple TV+.
| nº | Titolo originale                  | Titolo italiano                   | Pubblicazione USA | Pubblicazione Italia |
| -- | --------------------------------- | --------------------------------- | ----------------- | -------------------- |
| 1  | “Hope” is the thing with feathers | La "speranza" è la creatura alata | 5 novembre 2021   | 5 novembre 2021      |
| 2  | It feels a shame to be Alive      | Si prova vergogna ad essere vivi  | 5 novembre 2021   | 5 novembre 2021      |
| 3  | The Soul has Bandaged moments     | L'anima ha momenti bendati        | 5 novembre 2021   | 5 novembre 2021      |
| 4  | This is my letter to the World    | Questa è la mia lettera al mondo  | 12 novembre 2021  | 12 novembre 2021     |
| 5  | Sang from the Heart, Sire         | È canto del cuore, sire           | 18 novembre 2021  | 18 novembre 2021     |
| 6  | A little Madness in the Spring    | Un po' di follia in primavera     | 25 novembre 2021  | 25 novembre 2021     |
| 7  | The Future never spoke            | Il futuro non ha mai parlato      | 3 dicembre 2021   | 3 dicembre 2021      |
| 8  | My life had stood - a loaded gun  | La mia vita era un fucile carico  | 10 dicembre 2021  | 10 dicembre 2021     |
| 9  | Grief is a Mouse                  | Il dolore è un topo               | 17 dicembre 2021  | 17 dicembre 2021     |
| 10 | This was a Poet -                 | Questo fu un poeta                | 24 dicembre 2021  | 24 dicembre 2021     |

## La "speranza" è la creatura alata
- Titolo originale: “Hope” is the thing with feathers
- Diretto da: Silas Howard
- Scritto da: Alena Smith

### Trama
Mentre infuria la guerra civile, la famiglia Dickinson è devastata dalla morte della zia materna Lavinia. Emily tuttavia è ispirata dalla morte di sua zia e si impegna a prendersi più cura della sua famiglia. D'altro canto, un amareggiato Austin si è allontanato dalla sua famiglia ed è diventato un ubriacone e un playboy nonostante il fatto che Sue sia incinta.

## Si prova vergogna ad essere vivi
- Titolo originale: It feels a shame to be Alive
- Diretto da: Silas Howard
- Scritto da: Robbie MacDonald

### Trama
Sulla scia dell'infarto del padre, tutti i giovani Dickinson hanno reazioni diverse con Lavinia e Austin che mettono in discussione il controllo che ha esercitato il padre sulle loro vite. Nel mentre Sue entra in travaglio ed Emily e sua madre aiutano a far nascere il bambino.

## L'anima ha momenti bendati
- Titolo originale: The Soul has Bandaged moments
- Diretto da: Rachael Holder
- Scritto da: Sophie Zucker

### Trama
Determinata ad aiutare i soldati dell'esercito impegnati in guerra, Emily e Lavinia ospitano un club di cucito, per supportare le truppe con l'aiuto della miglior sarta di Amherst, Betty.

## Questa è la mia lettera al mondo
- Titolo originale: This is my letter to the World
- Diretto da: Rachael Holder
- Scritto da: Ken Greller e R. Eric Thomas

### Trama
Il bracciante dei Dickinson, Henry raggiunge la guerra nel sud e viene collocato con un gruppo di soldati Gullah dove il suo compito è insegnare loro a leggere e scrivere. Emily legge le opere di Walt Whitman e contempla cosa significa partecipare pienamente al mondo, immaginando un suo possibile incontro a New York con Whitman, ammette finalmente di amare Sue. 

## È canto del cuore, sire
- Titolo originale: Sang from the Heart, Sire
- Diretto da: Keith Powell
- Scritto da: Alena Smith e Francis Weiss Rabkin

### Trama
Per il compleanno di Edward, Emily organizza una serata di canti con la famiglia, con Sue che è sorprendentemente disposta a partecipare mentre Austin ancora arrabbiato con il padre, preferisce declinare l'invito. Emily è elettrizzata quando Austin fa un'apparizione a sorpresa, ma è abbattuta quando Austin è solo li, per rivelare che ha intenzione di aprire uno studio tutto suo per lasciare quello con suo padre e divorziare da Sue, prendendo la custodia unica del figlio.
Nel frattempo Sue ha un diverbio con Emily quando scopre che, nonostante le abbia giurato che le opinioni di Sue sulle sue poesie sono le uniche che le interessano, Emily ha segretamente contattato altri editori.

## Un po' di follia in primavera
- Titolo originale: A little Madness in the Spring
- Diretto da: Silas Howard
- Scritto da: Ayo Edebiri

### Trama
Dopo che ad Edward è stato proposto un lavoro prestigioso presso una manicomio femminile, la famiglia parte per una gita verso l'istituto. La signora Dickinson è terrorizzata dal fatto che a causa del suo continuo dolore per la morte di sua sorella, Edward abbia intenzione di internarla. Sorprendentemente durante il tour Edward apprende che il capo del manicomio vuole far ricoverare Emily. Intanto Austin, proprio quando stava rimettendo in piedi il suo rapporto con Sue, riceve la lettera per il servizio militare.

## Il futuro non ha mai parlato
- Titolo originale: The Future never spoke
- Diretto da: Heather Jack
- Scritto da: Alena Smith

### Trama
Dopo l'ennesimo scontro con Sue, Emily vorrebbe fuggire da un momento travagliato e, come per magia, si ritrova nel 1955 insieme a Vinnie.

## La mia vita era un fucile carico
- Titolo originale: My life had stood - a loaded gun
- Diretto da: Heather Jack
- Scritto da: Robbie MacDonald

### Trama
Nel giorno del memoriale di Frazar Stearns, lo sforzo di Emily di tenere, unita la famiglia arriva ad un punto di rottura, quando nonostante sia rimasta l'unica figlia a sostenere il padre, scopre che lui ha deciso nonostante tutto di lasciare tutta l'eredita e la "custodia" delle figlie ad Austin. A questo punto Emily con la sua immaginazione inizia una discesa nel suo personale inferno.

## Il dolore è un topo
- Titolo originale: Grief is a Mouse
- Diretto da: Ken Greller
- Scritto da: Laura Terruso

### Trama
Emily confessa ai fratelli di essersi sbagliata sul padre, così decide di prendere provvedimenti per assicurarsi che la sua famiglia non ripeta gli errori del passato. Tutti i vecchi amici di Amherst si riuniscono per dire addio a George, che ha ricevuto la sua chiamata per la guerra. Sue ed Emily, si riappacificano definitivamente.

## Questo fu un poeta
- Titolo originale: This was a Poet-
- Diretto da: Alena Smith
- Scritto da: Alena Smith & R.Eric Thomas

### Trama
Finale di stagione. Emily chiede aiuto a Betty per disegnare un nuovo vestito funzionale per il suo lavoro di poeta. Sue e Austin arrivano a casa Dickinson, per riappacificarsi definitivamente con Edward e per annunciare il nome del piccolo Dickinson, ma vengono interrotti dall'arrivo di Thomas Wentworth Higginson, venuto per conoscere la famosa poetessa di Amherst. 